# Bezirksgemeinde Augšdaugava
Die Bezirksgemeinde Augšdaugava (lettisch Augšdaugavas novads, deutsch Bezirk Oberdüna) – wie alle Novadi Lettlands in rechtlichem Sinne eine Großgemeinde – liegt im Südosten Lettlands in den historischen Landschaften Lettgallen und Selonien. 2021 lebten in der Bezirksgemeinde 33.222 Einwohner.

## Geographie
Das Gebiet grenzt im Südwesten an Litauen, im Südosten an Belarus, im Osten an die Bezirksgemeinde Krāslava, im Norden an die Bezirksgemeinden Preiļi und Līvāni sowie im Nordwesten an die Bezirksgemeinde Jēkabpils und umschließt die unabhängige Republikstadt Daugavpils, die als administratives Zentrum der Bezirksgemeinde fungiert, ohne selbst Teil davon zu sein.
Quer durch die Bezirksgemeinde fließt die Düna, im Nordosten ihr Nebenfluss Dubna. Der Riču-See ist der größte See in der Bezirksgemeinde; ein Teil des Sees (im Westen und Süden) gehört zu Belarus.

## Gliederung
Die Bezirksgemeinde umfasst die zwei Städte (pilsētas) Ilūkste und Subate sowie 25 Gemeinden (pagasti):
| - Ambeļi - Bebrene - Biķernieki - Demene - Dubna - Dviete - Eglaine - Kalkūne - Kalupe | - Laucesa - Līksna - Maļinova - Medumi - Naujene - Nīcgale - Pilskalne - Prode - Saliena | - Skrudaliena - Svente - Šēdere - Tabore - Vabole - Vecsaliena - Višķi |

## Sehenswürdigkeiten
- Römisch-katholische Kirche St. Johannes der Täufer in Bebrene, errichtet 1797
- Katholische Kirche in Elerne, erbaut 1650
- Evangelisch-Lutherische Kirche Laši, Gemeinde Eglaines, erbaut 1805
- Katholische Kirche Liksna, 1909 bis 1913 im neugotischen Stil errichtet
- Katholische Kirche von Kalupe wurde 1882 erbaut
- Katholische Kirche in Nīcgale, 1863 erbaut.[2]
- Herrenhaus Alt-Sallensee in Vecsaliena, erbaut 1870 im neugotischen Stil
- Orthodoxe Kirche von Vecsaliena, erbaut von 1889 bis 1894
- Katholische Kirche St. Johannes der Täufer in Višķi, erbaut von 1908 bis 1925 aus Feldsteinen in verschiedenen Farben, Architekt Karl Eduard Strandmann.[2]

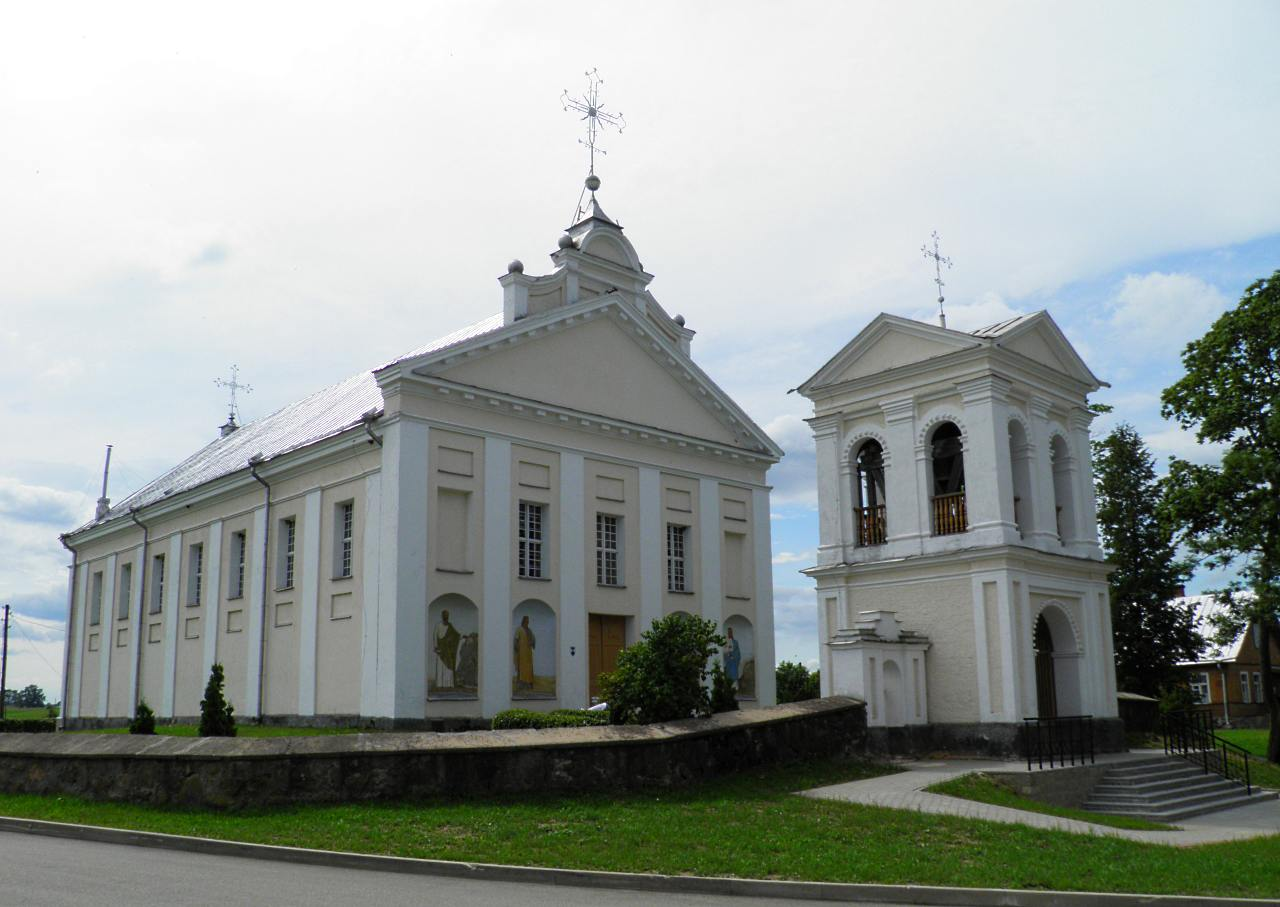
Kirche von Bebrene
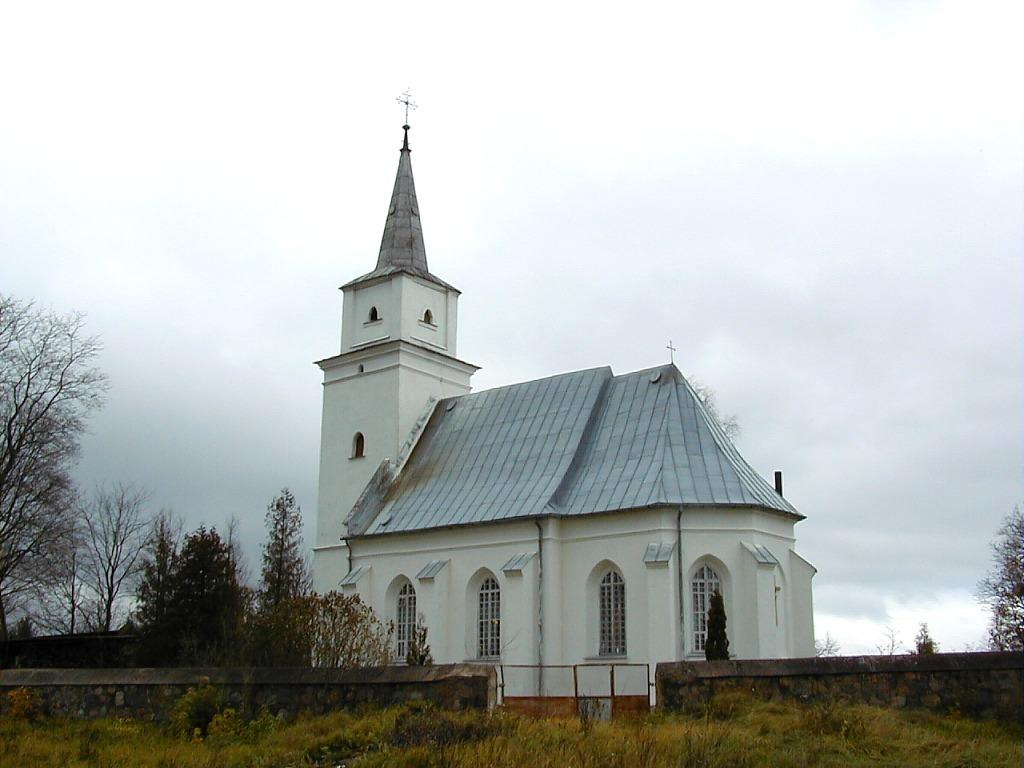
Katholische Himmelfahrtskirche in Elerne
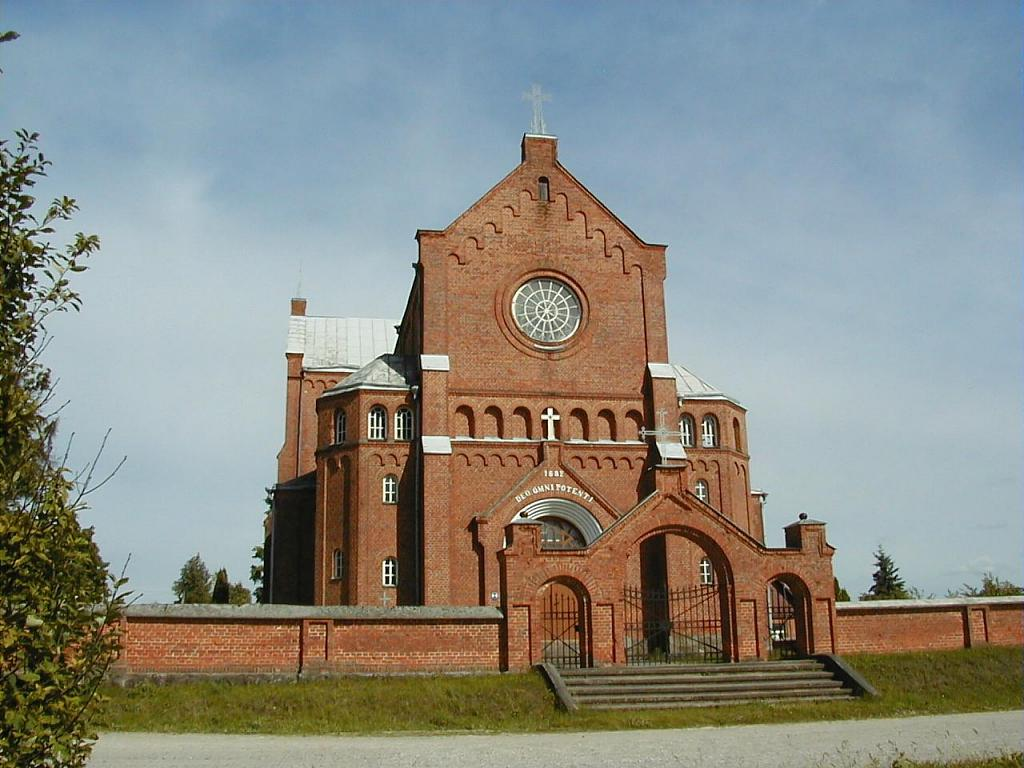
Katholische Kirche Kalupe
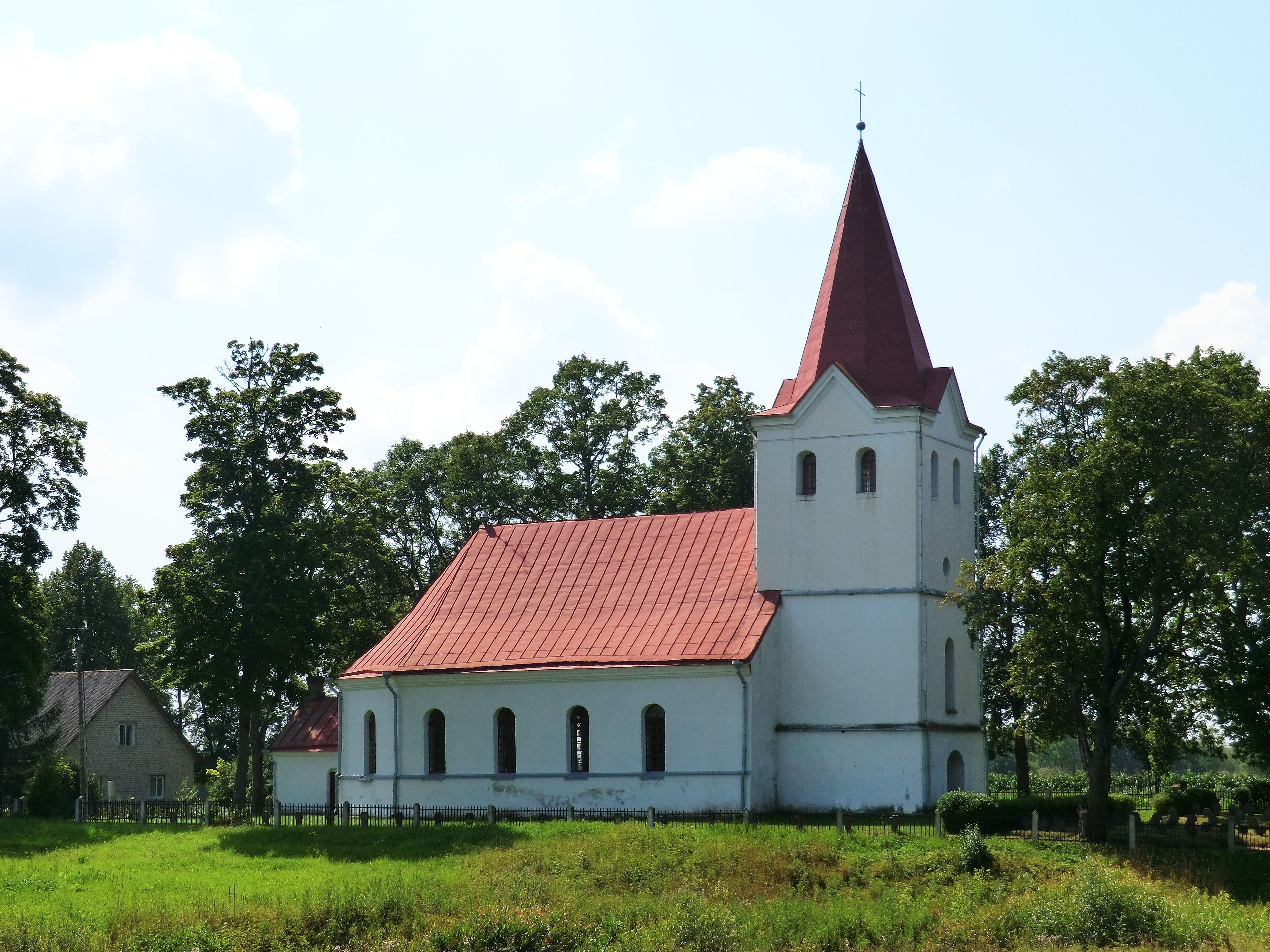
Lutherische Kirche Laši
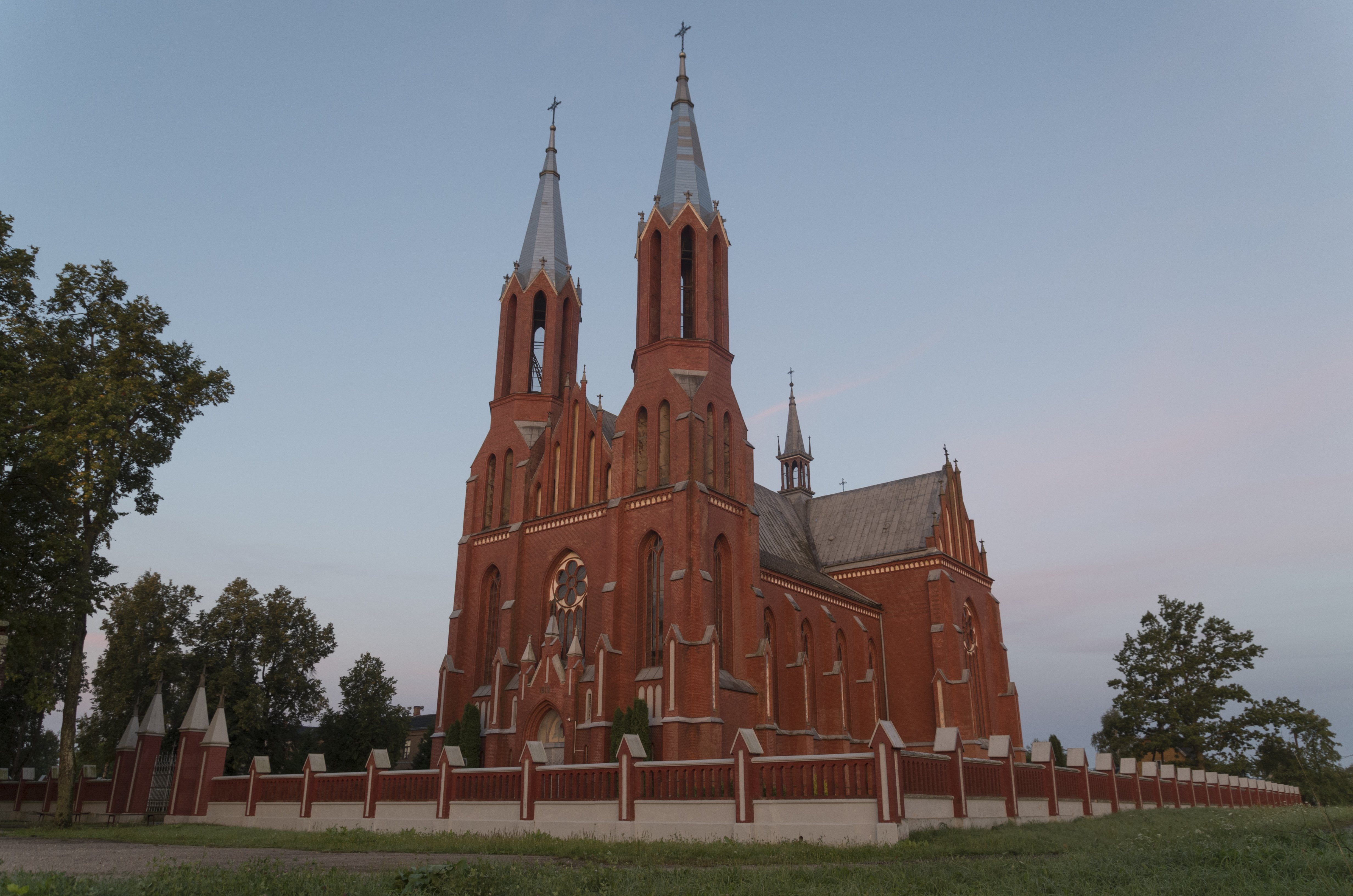
Katholische Kirche Liksna
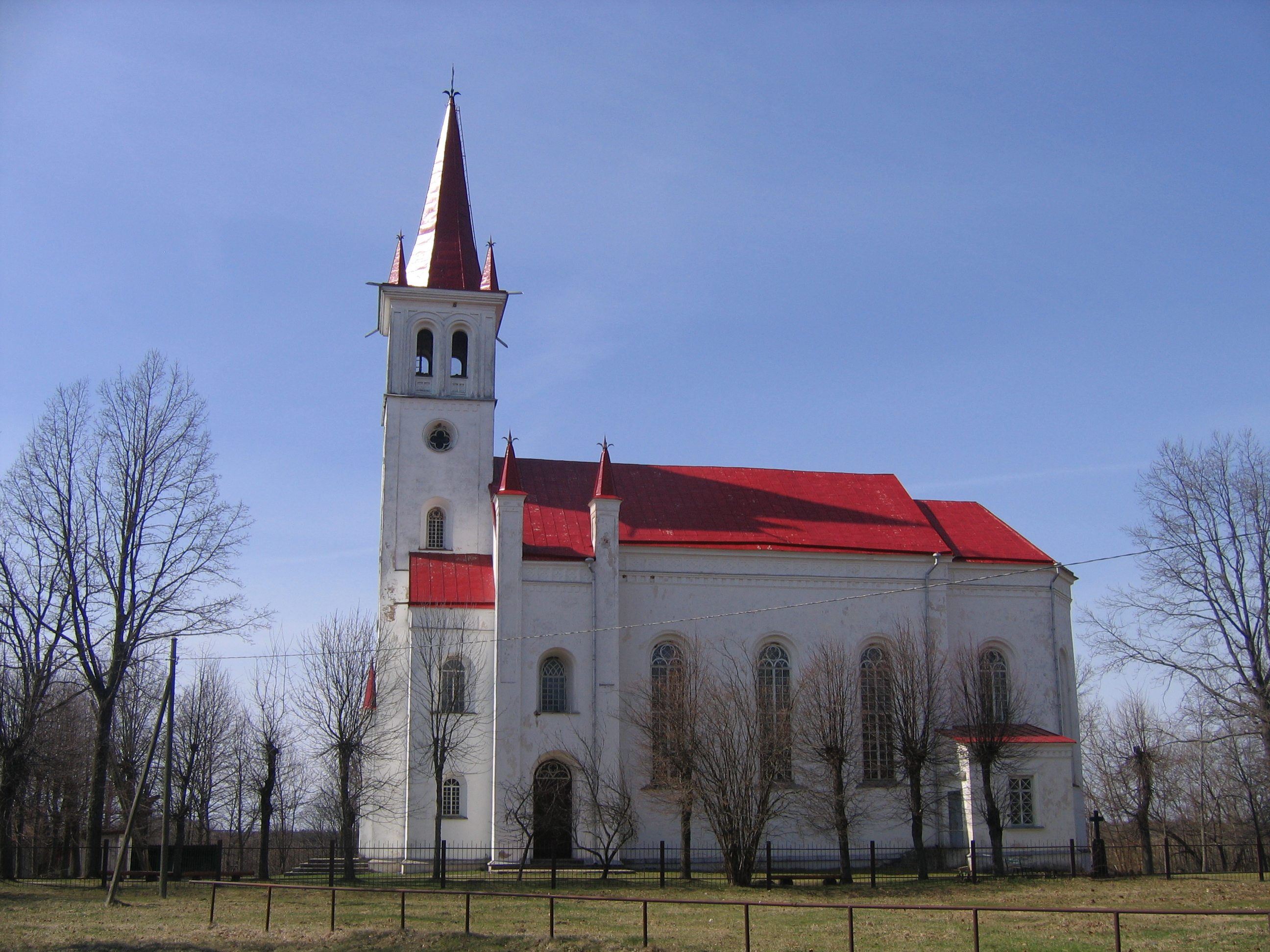
Kirche von Nīcgale
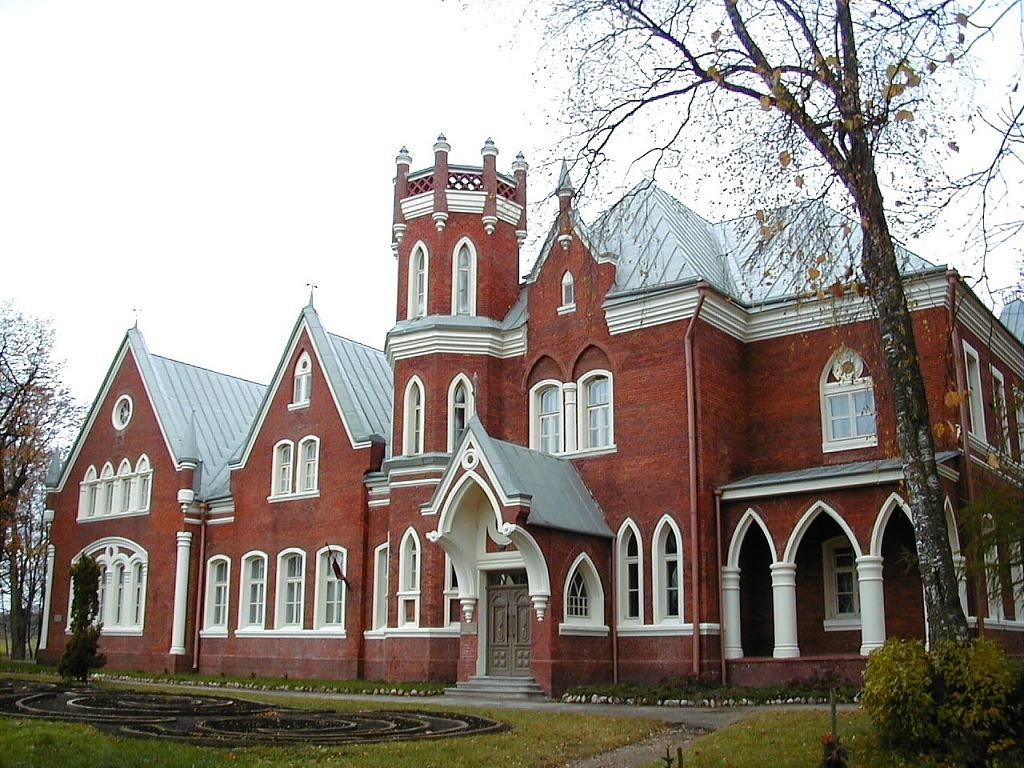
Herrenhaus Alt-Sallensee in Vecsaliena
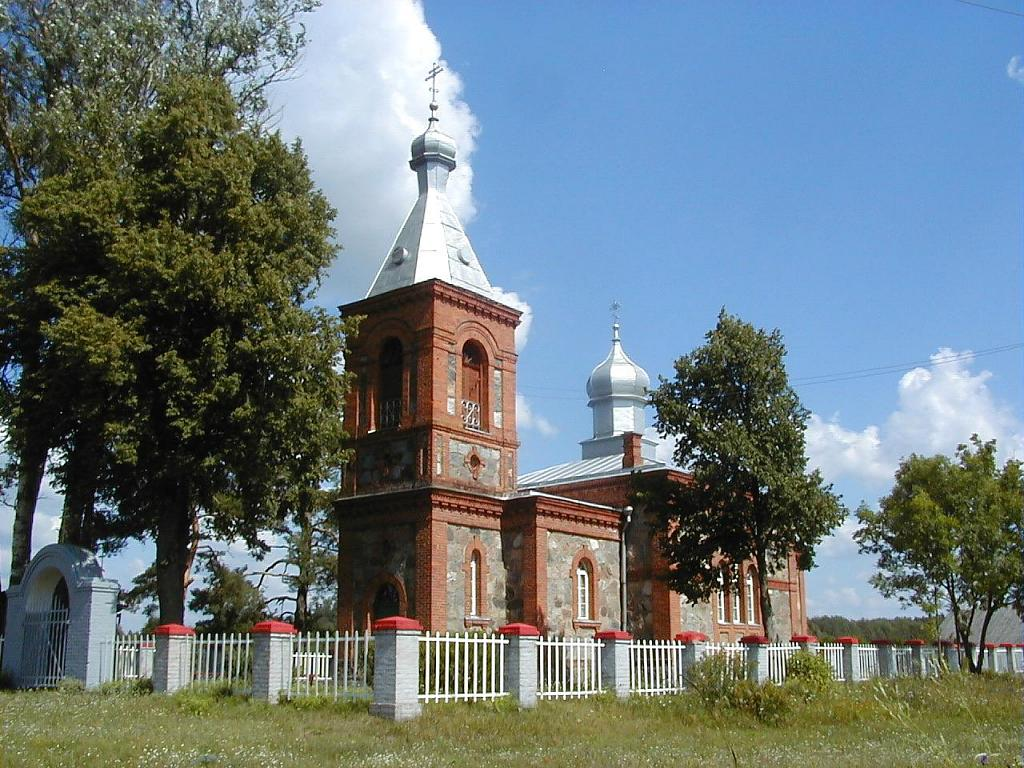
Orthodoxe Kirche von Vecsaliena
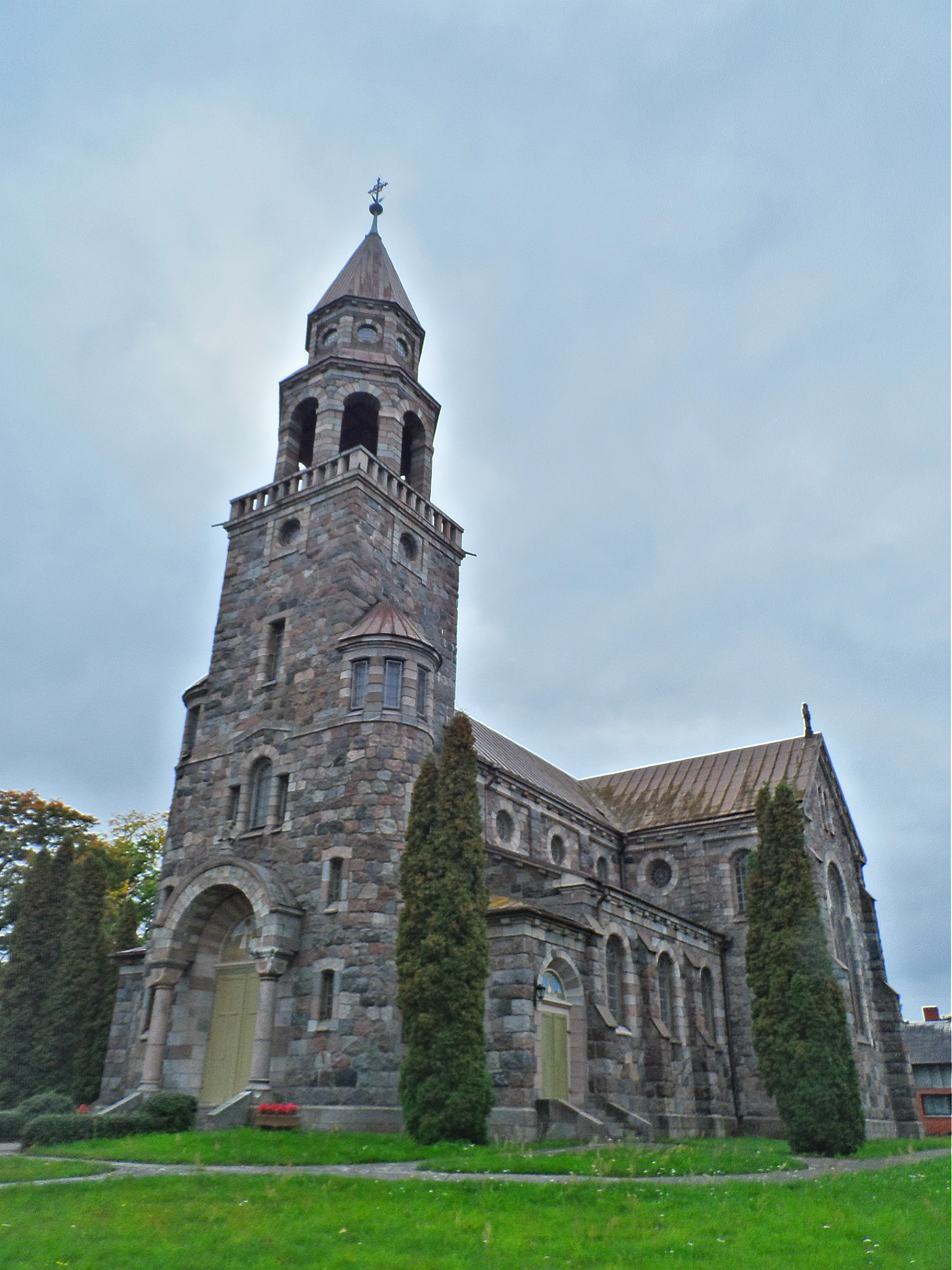
Kirche von Višķi

## Nachweise
1. ↑  Law on Administrative Territories and Populated Areas, likumi.lt, abgerufen am 20. September 2021
2. 1 2  Kęstutis Fedirka: Citādā Latvija. Balto Print, Vilnius 2014 (ohne Seitenzählung).